# Sentier de grande randonnée de pays Vallée du Loir
Le sentier de grande randonnée de pays Vallée du Loir ou GRP Vallée du Loir, de son nom complet GR de Pays Vallée du Loir : Bercé, entre vignes et vergers, est un itinéraire pédestre long de 98 km situé dans le sud du département de la Sarthe, en région Pays de la Loire, il est divisé en six étapes de 12 km à 19 km.

## Création
Le tracé du GRP Vallée du Loir, réalisé en 2019, relie le GR35 (axe est-ouest) et le GR36 (axe nord-sud). Il est piloté par l'office du tourisme de la Vallée du Loir, en partenariat avec le comité Départemental de la randonnée pédestre de la Sarthe et l'Office national des forêts. Les travaux d'aménagement, dont le coût total s'élève à 22 360 euros, sont financés à hauteur de 80 % par la région Pays de la Loire et à 20 % par les communautés de communes Loir-Lucé-Bercé et Sud Sarthe.
Un topoguide est diffusé par le comité départemental, l'espace Carnuta, Mison de l'Homme et de la forêt à Jupilles et les bureaux d'accueil de l'office du tourisme de la Vallée du Loir. Le GRP est inauguré le 14 octobre 2019, en présence d'élus.

## Itinéraire

### Les étapes
| Numéro de l'étape | Lieu de départ                   | Lieu d'arrivée                   | Distance | Durée indicative |
| ----------------- | -------------------------------- | -------------------------------- | -------- | ---------------- |
| 1                 | Fontaine de la Coudre (Jupilles) | Chahaignes                       | 18 km    | 5 h              |
| 2                 | Chahaignes                       | Montval-sur-Loir                 | 16 km    | 4 h              |
| 3                 | Montval-sur-Loir                 | Saint-Germain-d'Arcé             | 19 km    | 5 h              |
| 4                 | Saint-Germain-d'Arcé             | Le Lude                          | 12 km    | 3 h              |
| 5                 | Le Lude                          | Verneil-le-Chétif                | 17 km    | 4 h              |
| 6                 | Verneil-le-Chétif                | Fontaine de la Coudre (Jupilles) | 18 km    | 4 h              |

### Description et points d'intérêt
Le point de départ du GRP est situé à la Fontaine de la Coudre, en Forêt de Bercé, sur le territoire de la commune de Jupilles. La première étape sillonne le massif forestier jusqu'à Chahaignes. Le deuxième tronçon du GRP, qui rejoint Montval-sur-Loir, fait découvrir les vignobles de Jasnières et de Coteaux-du-loir, ainsi que la chapelle Sainte-Cécile de Flée, érigée au XIe siècle. Le parcours longe ensuite deux monuments du patrimoine industriel sarthois, la rotonde ferroviaire de Montabon et le moulin de Rotrou, à Vaas, puis traverse de nombreux vergers avant de rejoindre Le Lude et son château. L'itinéraire prend alors la direction nord-est pour rejoindre le point de départ.

Sélection d'éléments touristiques du GRP Vallée du Loir.
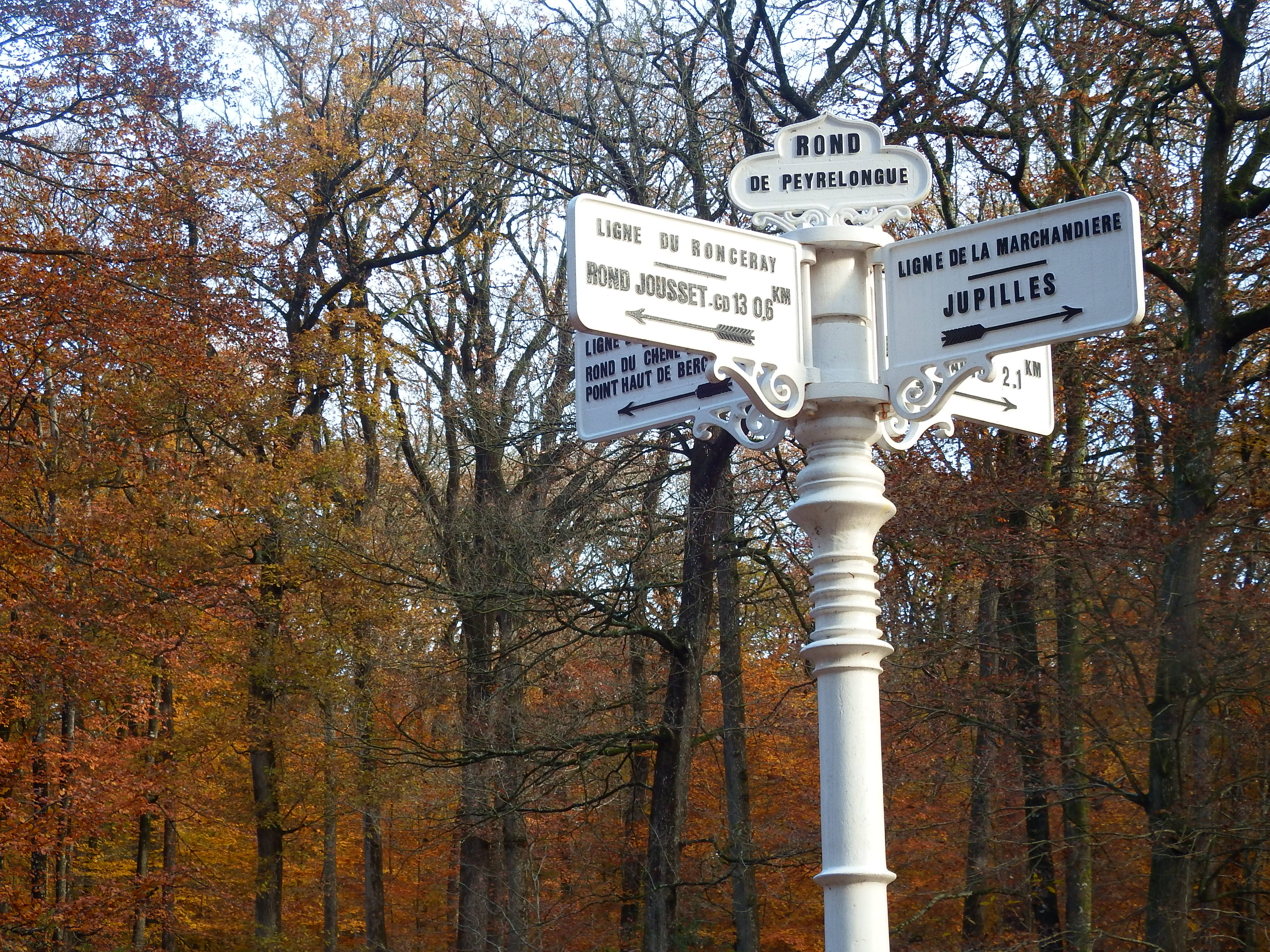
Forêt de Bercé.
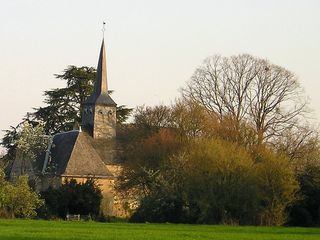
Chapelle Sainte-Cécile de Flée.
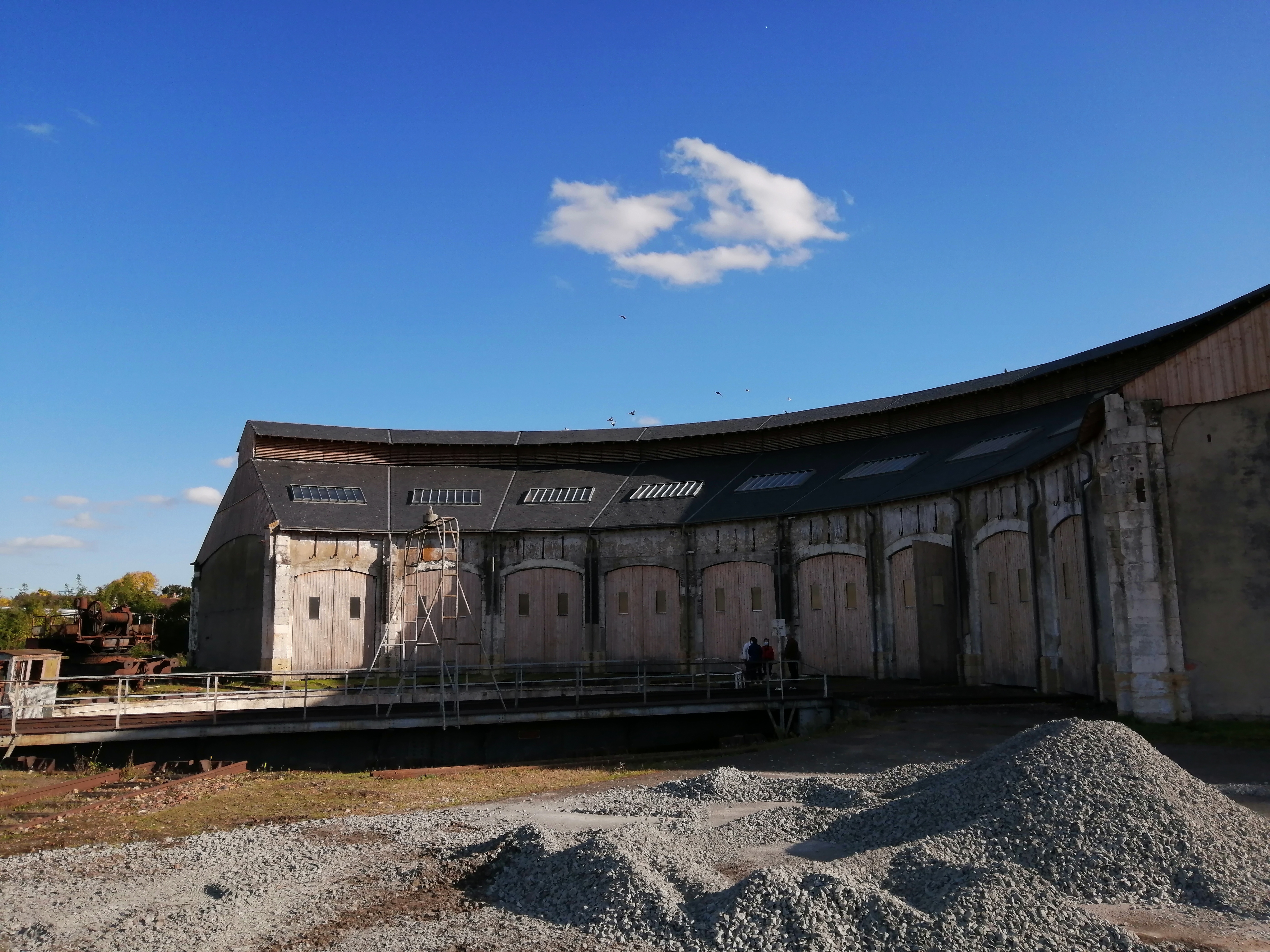
Rotonde ferroviaire de Montabon.
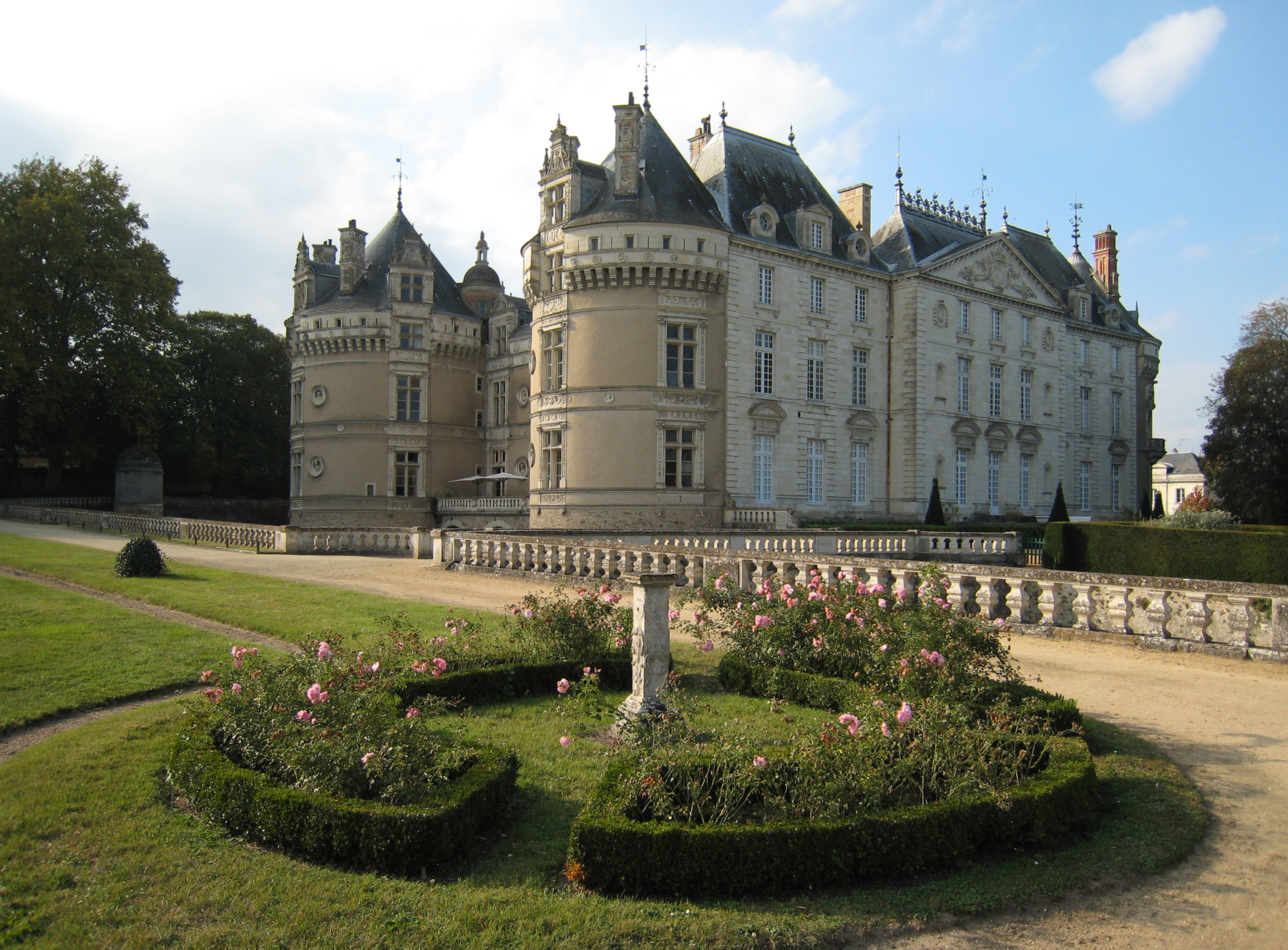
Château du Lude.
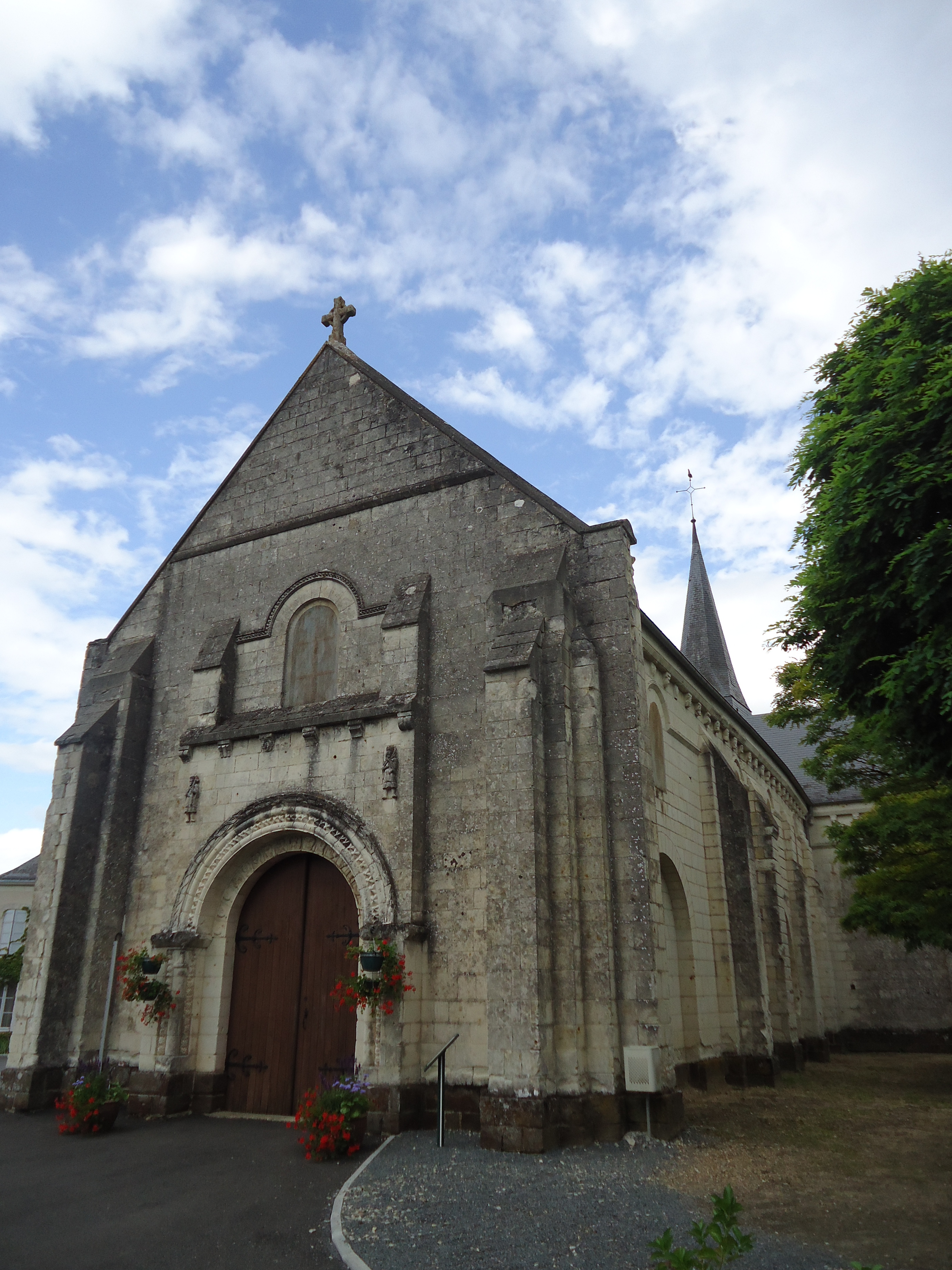
Église Saint-Lubin de Coulongé.

### Communes traversées
- Jupilles
- Chahaignes
- Vouvray-sur-Loir
- Montval-sur-Loir
- Montabon
- Vaas
- Saint-Germain-d'Arcé
- La Chapelle-aux-Choux
- Le Lude
- Coulongé
- Verneil-le-Chétif
- Mayet